# Тойгузино
Тойгузино (тат. Тайгуҗа) — деревня в Менделеевском районе Республики Татарстан, административный центр Тойгузинского сельского поселения.

## Этимология названия
Топоним произошёл от антропонима татарского происхождения «Тайгуҗа».

## География
Деревня  находится на реке Дюруш (приток реки Тойма), в 37 км к северо-востоку от районного центра, города Менделеевска.

## История
Деревня Тойгузино (также была известна под названиями Малый Дрюш, Друч-Тойгузино Малой) упоминается в исторических документах с 1680 (по другим данным, с 1584) года.
В сословном отношении, в XVIII столетии и вплоть до 1860-х годов жителей деревни причисляли к государственным крестьянам, происходящим из ясачных татар. Их основными занятиями в то время были земледелие, скотоводство, извоз.
По сведениям из первоисточников, в начале XX столетия в деревне действовали мечеть (с 1895 года), мектеб (с 1841 года).
С 1925 года в деревне работали коллективные сельскохозяйственные предприятия.
Административно, до 1921 года деревня относилась к Елабужскому уезду Вятской губернии, с 1921 года — к кантонам ТАССР, с 1930 года (с перерывами) — к Менделеевскому (Бондюжскому) району Татарстана.

## Население
| 1795 | 1836 | 1859 | 1870 | 1887 | 1905 | 1920 | 1926 | 1938 | 1949 | 1958 | 1970 | 1979 | 1989 | 2002 | 2010 | 2017 |
| ---- | ---- | ---- | ---- | ---- | ---- | ---- | ---- | ---- | ---- | ---- | ---- | ---- | ---- | ---- | ---- | ---- |
| 80   | 275  | 389  | 432  | 699  | 937  | 946  | 959  | 770  | 704  | 504  | 431  | 236  | 187  | 196  | 160  | 172  |

Национальный состав: 2002 - татары (97%); 2017 - татары (84%), русские (8%), удмурты (7,5%). 

## Экономика
Полеводство, мясо-молочное скотоводство.

## Социальные объекты
Клуб, библиотека, фельдшерско-акушерский пункт.

## Религиозные объекты
Мечеть (с 1997 года).

## Известные уроженцы
М.Ямалиева (р. 1936) – доярка, почетная колхозница, кавалер орденов Трудового Красного Знамени и «Знак Почета».